# Zmíyiv
Zmíyiv (en ucraniano: Зміїв) es una ciudad ucraniana perteneciente al óblast de Járkov. Situada en el este del país, es parte del raión de Chujúyiv y centro del municipio (hromada) homónimo.

## Toponimia
El nombre Zmíyiv se deriva de la palabra ucraniana para serpientes, Zmiyi (en ucraniano: Змії).
El nombre de la ciudad en otros idiomas de importancia local es Zmíyev (en ruso: Змиёв). Entre 1976 y 1990, el nombre oficial de la ciudad fue el de Gotwald (en ucraniano: Готвальд) en honor al político checoslovaco Klement Gottwald.

## Geografía
La ciudad está ubicada en la confluencia del río Mozh con el río Donets, a 42 km de Járkiv. 

## Historia
El asentamiento más antiguo en el lugar de la actual Zmíyiv se remonta a mil años antes de Cristo. 
Ígor Sviatoslávich, príncipe de Nóvgorod-Síverski, libró guerras con los polovtsianos, el asentamiento de Zmíyiv fue fundado en 1180-1185 en el Donets, en la desembocadura del río Mozh.
A mediados del siglo XVI se construyó allí un puesto de avanzada y en la década de 1650 los cosacos construyeron allí un fuerte para defender la zona contra los tártaros. Zmíyiv fue una ciudad de compañía del regimiento de Járkov de 1669 a 1765. La ciudad fue devastada por los tártaros en 1688, 1689 y 1692; y sus cosacos participaron en los levantamientos liderados por Iván Dzikovksi (1670) y Kondrati Bulavin (1707-1709).El año 1640 es la fecha oficial de fundación de la ciudad. Pero ese mismo año, los tártaros se apoderaron de la ciudad, que fue capturada por los cosacos Kondratii Sulima. En la década de 1650, al sur de Zmíyiv apareció el monasterio cosaco Zmiiv Nikolaev, que era el castillo de los viejos cosacos, heridos y otros. Se cree que el monasterio era un cofre del tesoro; tenía 6.000 acres de terreno y numerosos edificios. A finales del siglo XVII, Zmíyiv ya era un asentamiento bastante grande. En 1688, 1692 y 1736 se llevaron a cabo ataques tártaros contra la ciudad.
La presencia de asentamientos en la Ucrania Libre bajo el gobierno del zar ruso y la fuerte opresión por parte de la iglesia y los ancianos cosacos generaron descontento; en 1668 estalló una rebelión en varios pueblos y ciudades de la zona, encabezada por Iván Sirkó. Durante los combates contra las fuerzas gubernamentales, los insurgentes incendiaron Zmíyiv. En varios enfrentamientos los rebeldes fueron derrotados y muchos huyeron a la orilla derecha de Ucrania. Dos años más tarde, en 1670, algunas ciudades de Ucrania Libre apoyaron a los rebeldes bajo el liderazgo de Esteban Razin. Zmíyiv se convirtieron en el centro de la rebelión en las tierras locales. Después de que las fuerzas zaristas lograron reprimir la rebelión, varias decenas de personas fueron ahorcadas en las carreteras locales. Según el señor coronel del regimiento cosaco de Járkov, Kvitka, las incursiones de los tártaros cesaron desde 1736.
En 1788, el monasterio de Zmíyiv fue destruido por orden de la zarina Catalina II. Zmíyiv era el centro administrativo del uyezd homónimo en la gobernación de Járkov del Imperio ruso. De 1891 a 1893, el molino de papel de Zmíyiv se construyó aquí.
Un periódico local se publica en la ciudad desde noviembre de 1930. Entre 1932 y 1933, 559 víctimas del Holodomor fueron identificadas en Zmíyiv y la vecina Zamostia, que desde entonces ha sido absorbida por la ciudad.
Durante la Segunda Guerra Mundial, Zmíyiv fue ocupada por el ejército alemán del 22 de octubre de 1941 al 17 y 18 de agosto de 1943.En marzo de 1943, el 1er batallón de campaña checoslovaco independiente, comandado por el coronel Ludvík Svoboda, defendió Zmíyiv durante la batalla de Sokolovo.
El 22 de diciembre de 1948 se renovó el estatus de ciudad de Zmíyiv. En 1956 se fundó aquí una fábrica de maquinaria.
Hasta el 18 de julio de 2020, Zmíyiv fue el centro administrativo del raión de Zmíyiv. El raión se abolió en julio de 2020 como parte de la reforma administrativa de Ucrania, que redujo el número de raiones del óblast de Járkiv a siete. El área del raión de Zmíyiv se fusionó con el raión de Chujúyiv.

## Demografía
La evolución de la población de Zmíyiv entre 1897 y 2022 fue la siguiente:
| 9263                                                          | 4673 | 5238 | 6010 | 11 020 | 11 388 | 16 599 | 18 859 | 20 031 | 17 063 | 15 305 | 15 211 | 14 848 | 14 432 | 13 737 |
| (Fuente: Cities & Towns of Ukraine y UKRAINE: Größere Städte) |      |      |      |        |        |        |        |        |        |        |        |        |        |        |

## Economía
La planta de construcción de maquinaria de Zmíyiv es la empresa más grande de la ciudad. Zmíyiv también tiene una fábrica de papel, una fábrica de embalaje, una planta de materiales de construcción, una editorial y algunos talleres de reparación. También cuenta con un gran sector agrícola con una planta láctea, una planta procesadora de alimentos, así como varias granjas lecheras y porcinas.

## Infraestructura

### Transporte
Zmíyiv cuenta con una estación de trenes que se inauguró en 1910 en la línea Járkov-Jórlivka. La estación cuenta con un tren de cercanías conocido como elektrichka, que conecta Járkov, Merefa e Izium con paradas intermedias. La ciudad también tiene una estación de autobuses, que sirve tanto como terminal para las rutas de autobuses locales como para conexiones con Járkiv.  por Zmíyiv pasa la carretera regional T-2105 (Járkov-Balaklia).

## Cultura

### Deporte
Zmíyiv tiene un club de fútbol que juega en la Premier League del óblast de Járkov, el FC Mashinobudivnyk Zmiiv.

## Personas destacadas
- Iván Deriugin (1928-1996): pentatleta soviético y campeón olímpico en los Juegos Olímpicos de 1956 en Melbourne.
- Ígor Volk (1937-2017): cosmonauta y piloto de pruebas ruso, que desarrolló gran parte de su carrera durante la Unión Soviética.
- Yevhen Murayev (1976): político y propietario de un medio de comunicación ucraniano, líder del partido político Nashi (prohibido en 2022).

## Galería

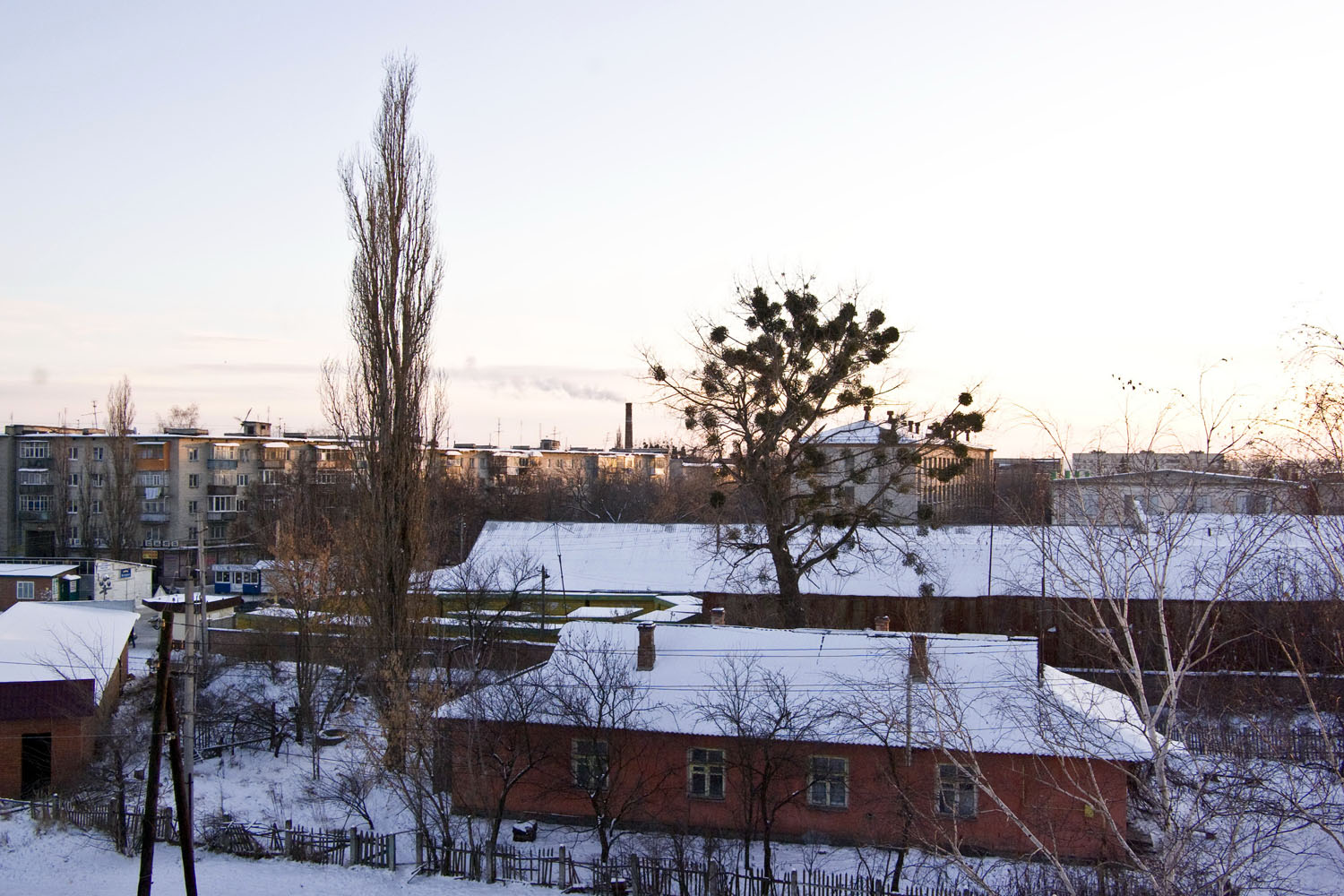
Zmíyiv desde las alturas
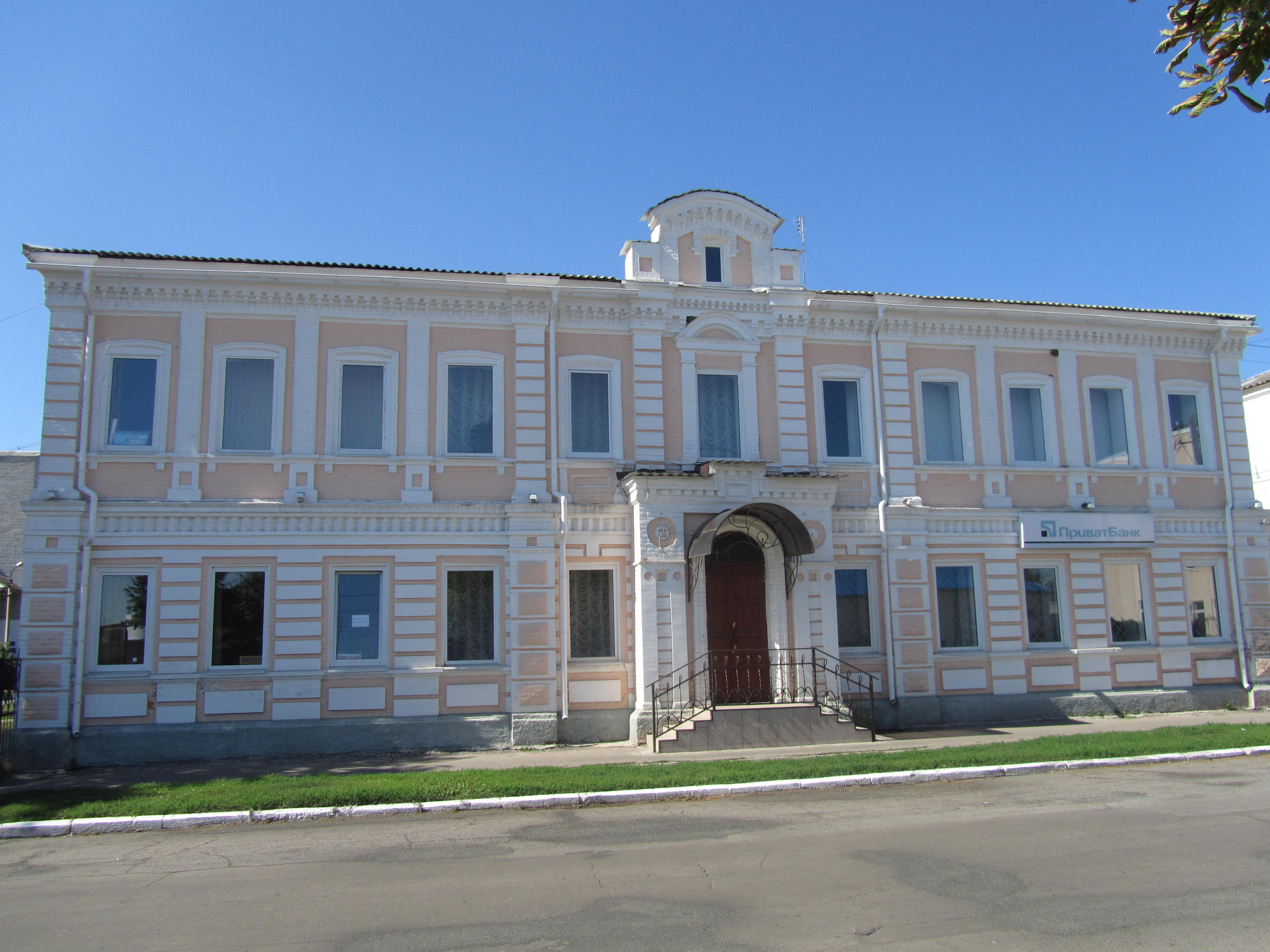
Edificio antiguo
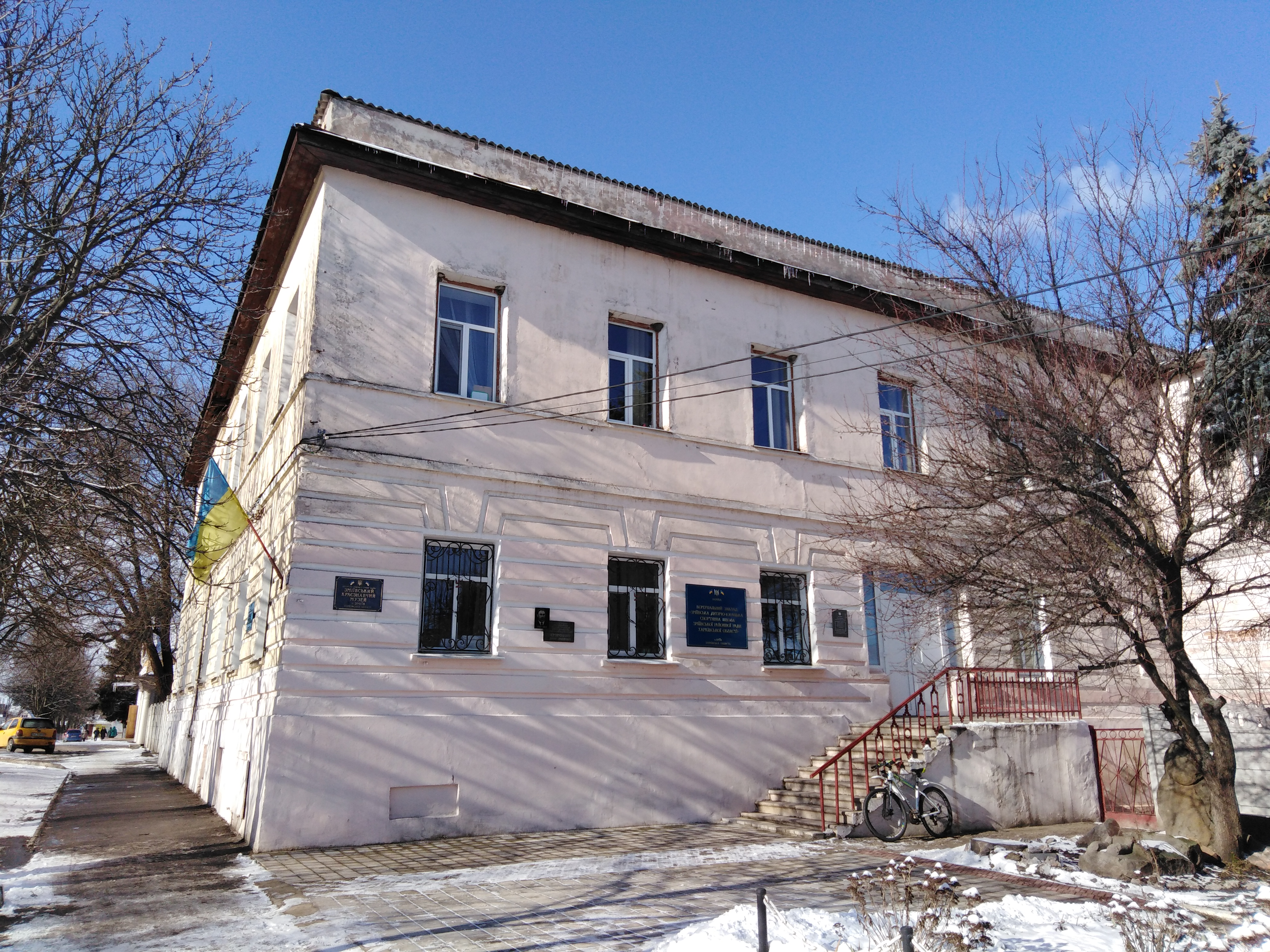
Museo local
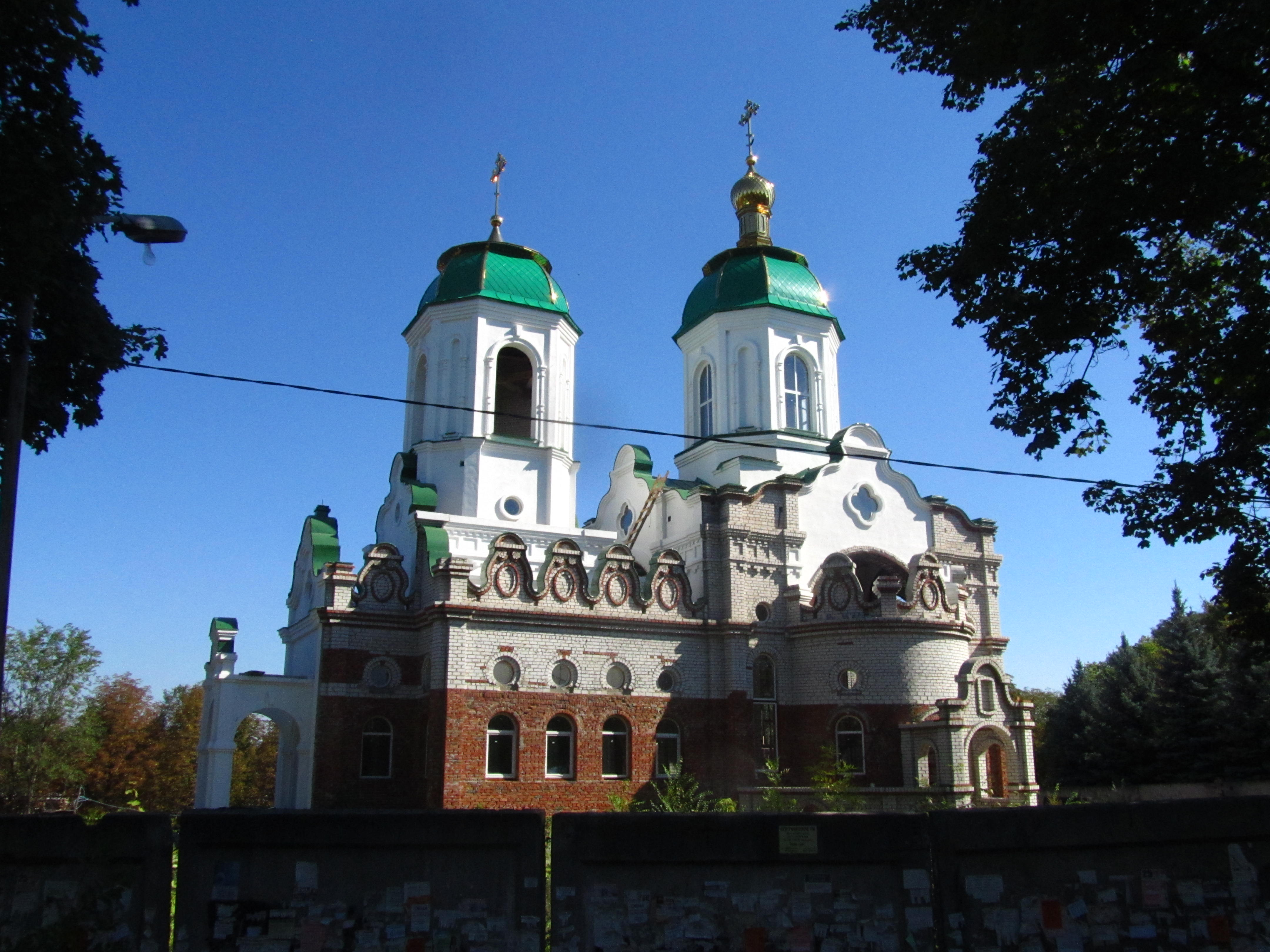
Iglesia de la Trinidad de Zmíyiv
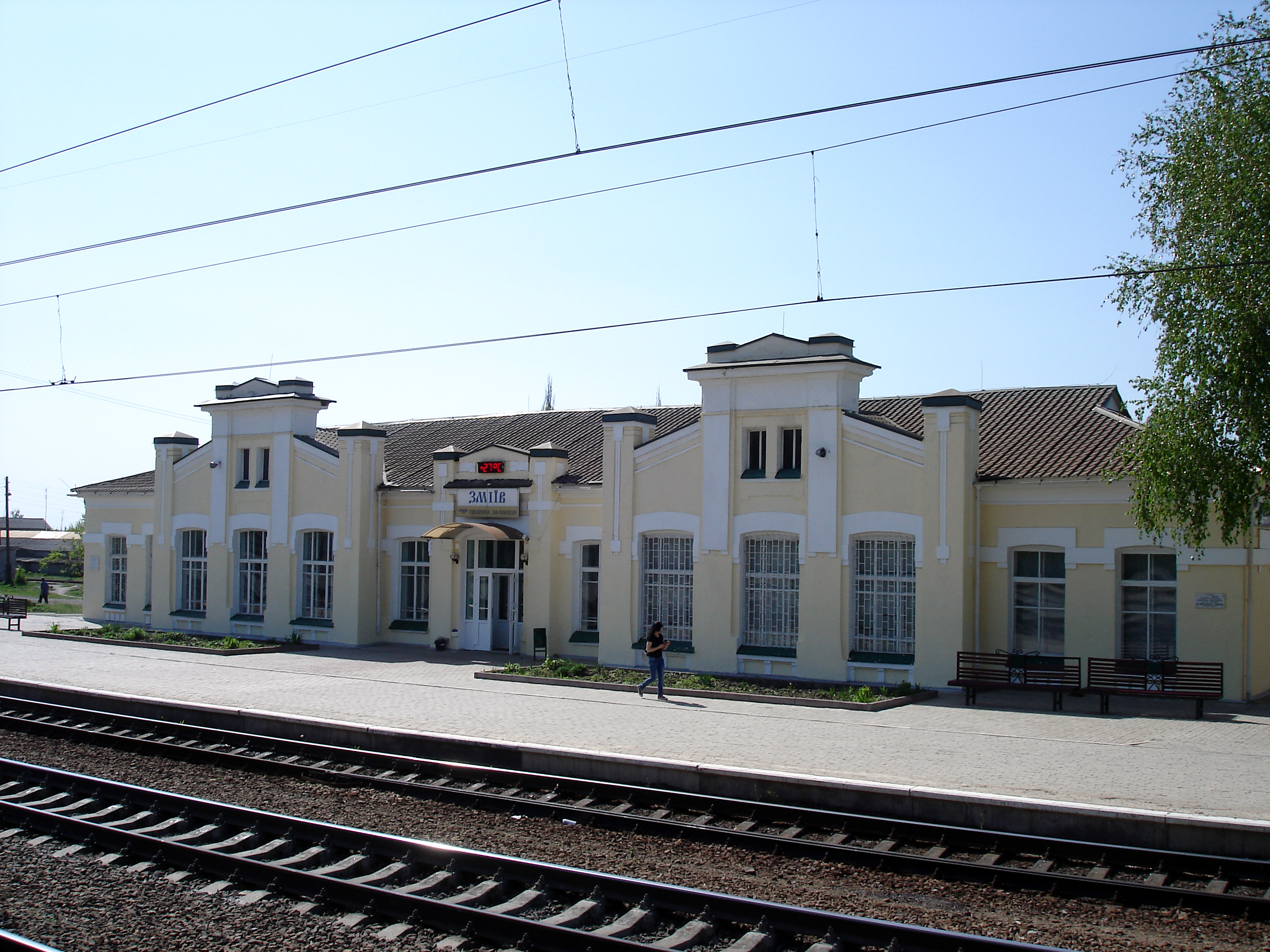
Estación de trenes de Zmíyiv
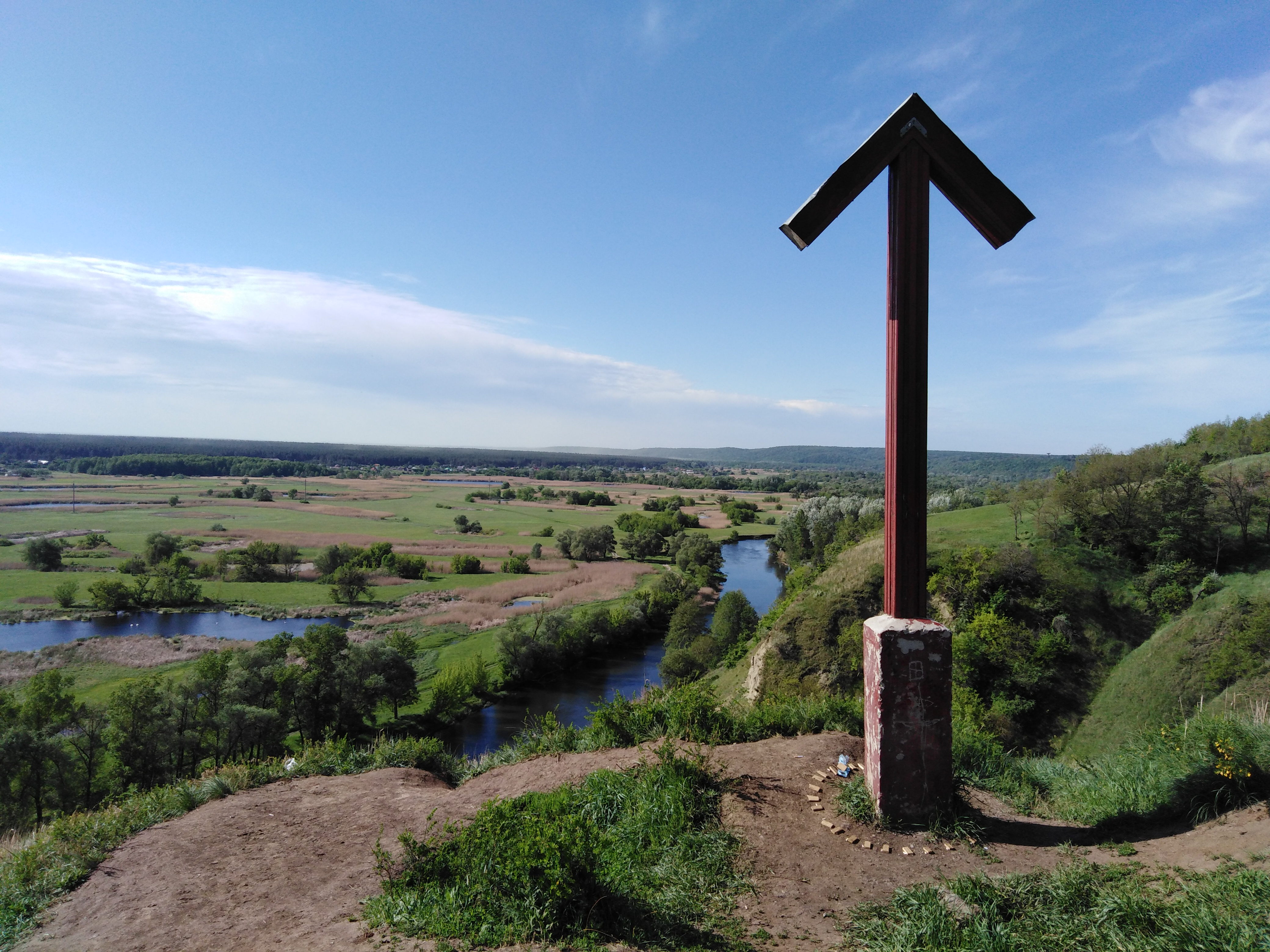
Colinas de Zmíyiv